# Reutte
Reutte è un comune austriaco di 6 704 abitanti nel distretto di Reutte, in Tirolo, del quale è capoluogo e centro maggiore; ha lo status di comune mercato (Marktgemeinde). La città sorge sulle sponde del fiume Lech. Il Passo di Fern è la strada principale che connette Reutte alle altre località tirolesi. I comuni confinanti sono Breitenwang, Ehenbichl, Lechaschau e Pflach.

## Economia

### Turismo
Reutte è connessa a Garmisch-Partenkirchen e Kempten via treno operato dalla Deutsche Bahn. La città è un'importante meta turistica culturale e sciistica e si trova nelle vicinanze del Castello di Neuschwanstein (Baviera) e del Castello di Ehrenberg (Tirolo).

## Amministrazione

### Gemellaggi
- Esashi, dal 1991